# Svarte Petter (kortspel)
För andra betydelser, se Svarte Petter.
Svarte Petter är ett kortspel för barn och är ett spel där det gäller att utse en förlorare snarare än en vinnare. Det spelas ofta med speciella Svarte Petter-kortlekar, vilka består av illustrerade kort som går att para ihop två och två samt ett udda kort. Motiven på korten kan till exempel utgöras av olika yrken eller djur. Det udda kortet, benämnt ”Svarte Petter”, avbildar ofta en sotare eller en svart katt.
Svarte Petter kan också spelas med en vanlig fransk-engelsk kortlek. Två kort med samma valör bildar då ett par. Svarte Petter-kortet motsvaras av spader knekt, som alltså inte får paras ihop med något annat kort. Vanligtvis läggs klöver knekt undan från leken innan spelets början.
Hela kortleken delas ut; det spelar ingen roll om inte alla får lika många kort. Alla spelare som fått ett eller flera par på handen, lägger upp dem på bordet. Därefter drar varje spelare i tur och ordning, medsols runt bordet, ett kort på måfå från sin vänstra granne, som håller upp sina kort i solfjädersform med baksidorna vända utåt. Om det dragna kortet går att para ihop med ett kort på handen, lägger spelaren upp paret på bordet. 
Allteftersom spelarna blir av med sina kort, utgår de ur spelet. Till sist finns bara en spelare kvar som sitter med Svarte Petter på handen och därmed har förlorat spelet. Av detta kommer uttrycket att "bli sittande med Svarte Petter": att ha något (oftast någon tillgång kopplat till förpliktelser eller annat ansvar) som man inte vill ha och inte kan göra sig av med.
I likhet med flera andra kortspel för barn har Svarte Petter sitt ursprung i medeltida hasardspel i krogmiljö. Spelet kan ha fått sitt namn efter ”Schwarzer Peter”, som var öknamnet på en stråtrövare i Tyskland i början av 1800-talet.

## Varianter
Det går också att spela med regeln att det är grannen till höger som spelarna ska dra kort från.
I stället för spader knekt kan spader dam utgöra det udda kortet. Spelet kallas då för Svarta Maja. (Namnet Svarta Maja används också om två andra kortspel, dam och Svarta Maria.)